# Manzanilla (Trinidad y Tobago)
Manzanilla es una localidad de Trinidad y Tobago, que forma parte de la región de Sangre Grande.

## Geografía
La localidad abarca parte de la isla Trinidad y limita al norte con Caigual y North Manzanilla, al sur con Cocal Estate-Mayaro (localidad perteneciente a la región de Mayaro-Rio Claro), al este con Morin Bay y el océano Atlántico y al oeste con Sangre Chiquito, Coal Mine y Plum Mitan.

## Demografía
Datos demográficos de la localidad de Manzanilla:
| Gráfica de evolución demográfica de Manzanilla entre 2000 y 2011 |
|                                                                  |